# 賣火柴小女孩 (網路動畫)
《賣火柴小女孩》是由臺灣大學卡通漫畫研究社出身的楊士葆（網名蘭堂血多）於2008年開始，改編自安徒生童話《賣火柴的小女孩》的動畫短片，一共有十七集。另外該作者也畫了許多短篇動畫，例如《黑暗界拍賣王》的《搞笑漫畫血多》和《女神之謎》等。

## 特色
每一集都有不同的惡搞內容和畫風，大多數以黑色幽默為主。第一集是最貼近原著劇情的版本，第二至第十六集均有不同的畫風和惡搞，大部份劇情為小女孩賣火柴時遇到的事情，也有完全無關的劇情。

## 人物

### 主要角色
- 小女孩（麥這樣）（配音：慧子/MINA(英文版)）

本故事主角，本名麥這樣，小名樣樣，雙子座，血型O型，體重38kg，年紀推測約6到15歲之間，其实每一话的外表年龄都有些不一样，且作者也没讲详细年龄。出生於一個貧窮的家庭，有著一個脾氣不好的暴躁爸爸，會強迫她出去賣火柴。每一集的最後都會因為火柴全部熄滅而死亡，然後在下一話復活，每次死亡，頭上都會增加一個光環，在最後一話因為光環太多暴走。在麥卡西回到過去後，雖然不小心喝醉而叫女兒賣火柴，但剛好被大姊麥阿捏用技巧將火柴的擁有者換成湖中女神，得救及後被麥阿捏所撫養。
持有物：火柴
可以實現任何願望，但全是幻覺，而且當火柴全部熄滅，持有的人就會死。Shadox複製某花瓶的能力製造的失敗品。會自行判斷持有人，所以有兩次麥卡西點燃火柴而小女孩死掉。
- 小女孩的父親（麥卡西）（配音：NEKO/Jim Wu(英文版)）

小女孩的父親，脾氣很不好，會強迫女兒去賣火柴。以前的綽號為「盜寶獵人」。因為妻子患了重病，為了尋找某寶物（劇情暗示為火柴）治好妻子而離開家庭。曾化名「Jimmy」，為了得到可以實現願望的火柴而當Shadox的保鑣。最後於2003年，在法國巴黎鐵塔上與其交手，即使使用「全屬性楓橋夜泊劍」，出盡全力都無法打敗他，但得其施捨而獲得火柴。拿到火柴後才得知是失敗品，實現的願望全是幻覺，而且火柴熄滅會導致持有人死亡。回家後發現妻子已死，灰心的他開始酗酒。後來，麥卡西在喝醉時不經意地叫小女孩把失敗品的火柴賣掉，導致故事的展開。最終話因為不忍心看小女孩痛苦而點燃火柴終結她的性命。
持有物：楓橋夜泊劍
傾家蕩產加上保護Shadox的契約金從中國買的
以前會的技能：大預言家之槍、角川旋刃。搭配楓橋夜泊劍時的技能：月落(闇)、烏啼(音)、霜(冰)滿天(光)、江(水)楓(木)、漁(水)火(炎)。
- 小女孩的阿嬤（配音：NYSSA/血多(英文版)）

小女孩的阿嬤。在81歲時歸西，興趣:織毛衣、打魔獸和帶人去天國，有時候會在小女孩點燃火柴時出現並帶著她一起上西天。
- 令人羨慕的一家人

在每一話於家裏吃着聖誕大餐。在最終話爸爸、兒子和女兒先後被暴走的小女孩的光環斬下腦袋。而第十三話可見到全家除了媽媽都被斷頭，媽媽上吊自殺。

### 主角一家人
- 麥阿捏（演出：土星人-小香）

麥家大姊，於最終話（上）的回憶中帶麥冬昕走，並於最終話（下）從湖中女神救了即將再度無限輪迴的麥這樣，及後撫養其。
- 麥冬晰

《搞笑漫畫血多》的角色（叫麥冬昕），在本故事以麥家二姊的身份客串，在最終話的回憶中被麥阿捏帶走。

### 其他角色
- 一對穿胸罩的肌肉猛男

初登場於第二話。小女孩在觀看令人羨慕的一家人時，他們倆就在往窗口出現，使小女孩大吃一驚。而在最終話（下），Shadox回顧之前在其他話的偽裝身分的最後畫面，不小心對到那對猛男的右邊那位。
- 湖中女神（配音：NYSSA）

影射童話故事《誠實的樵夫》。登場於第二話及最終話(下)，於小女孩點燃火柴時出現(燒一根)，並問小女孩燒掉的是木頭爛火柴還是紅心檜木製高級火柴，在最終話被大姐擺了一道，沒收了小女孩的爛火柴，成為了本故事火柴的最終主人。在最終話（下）Shadox表示一次燒完最後三根才會出現，與第二話出現的條件不同，而被不少網友吐槽。
- 神龍（配音：NEKO）

登場於第三話及最終話(下)，於小女孩點燃火柴時出現，並聲稱能實現小女孩的願望，在最終話（下）Shadox表示一次燒完最後七根才會出現（仿七顆龍珠），如果是神龍的話願望就不是幻覺，真的會是實現。
- 比●大魔王（配音：哈先生）

登場於第三話及最終話(下)，影射《龍珠》的角色比克大魔王。於小女孩點燃火柴時出現，搶先小女孩一步許願，但最後還是沒成功許到願望。
- 弗●沙（配音：施公）

登場於第三話及最終話(下)，影射《龍珠》的弗利沙。於小女孩點燃火柴時出現，搶先小女孩一步許願，但最後還是沒成功許到願望。
- 烏●（配音：血多）

僅登場於第三話及最終話(下)，影射《龍珠》的烏龍。烏龍於小女孩點燃火柴時出現，搶先小女孩一步許願，成功許到願望一條內褲。
- 蘭堂瞎斗（配音：血多）

初登場於第五話，《搞笑漫畫血多》的角色，在本故事客串。失森購物的業務經理，介紹了新商品──一盒火柴（其實那就是每次都害小女孩死掉的火柴），於第十話再度出現。
- 五樓自婊·血助（配音：史萊姆）

初登場於第六話，影射《火影忍者》的佐助。某個軍團的老大，最強鍊瞳(戀童?)術繼承人，擁有《菊花筒血輪眼》，招式為《天罩》，與小女孩戰鬥時被召喚出來的究極阿嬤（THE·GRANDMA 影射《JOJO的奇妙冒險》的世界）打倒了。在第八話與第十二話的背景中再次登場，而頭頂上多了一個光環。在最終話(下)，與血拉皮卡等人協助麥卡西能順利向神龍許願。
- 血拉皮卡（配音：佳人）

初登場於第六話，影射《HUNTER×HUNTER》的酷拉皮卡。某個軍團的成員，庫庫掃族倖存者擁有《火虹眼》，與小女孩戰鬥時被召喚出來的玩具打倒了。在最終話(下)，與血助等人協助麥卡西能順利向神龍許願。
- 麻糬·G·血夫（配音：施景仁）

初登場於第六話，影射《ONE PIECE》的魯夫。某個軍團的成員，吃過惡魔狗食的船長，擁有長針眼，招式口香糖(ガンムガンム)-血槍亂打，與小女孩戰鬥時被召喚出來的大餐打倒了。在最終話(下)，與血助等人協助麥卡西能順利向神龍許願。
- 賣女孩小火柴（配音：餅子）

初登場於第七話，一根有生命的火柴。性別、賣的東西都與小女孩相反，最終話(下)2:29的畫面扮演Marco，惡搞《夜市人生》麥克被撞飛，之後變成怪物小火柴和潘麗娟聯手綁走了阻止別人賣火柴的小女孩
- 蘿莉控三人組（配音：哈先生、血多）

初登場於第七話，變態的三人小團體，於第十話與最終話再度登場。
- 陳文材（配音：奈奈）

初登場於第八話，依照真人而畫出來的角色。於第十三話曾被變成怪物的潘麗娟殺掉了。
- 潘麗娟（配音：TINA）

初登場於第八話，依照真人而畫出來的角色。於第十三話曾變成怪物並將陳文材殺掉了，最終話和怪物小火柴聯手綁走了阻止別人賣火柴的小女孩。
- 血弟

僅登場於第十一話，血多的弟弟。他覺得以英文教學式的第十一話會讓觀眾不耐煩。
- 傑克與珍妮佛（配音：血多）

僅出現在第十一話，影射《OH! Mikey》主角麥奇的父母。當賣火柴小女孩點到大餐時，他們就來湊熱鬧。
- 阻止別人賣火柴的小女孩/买火柴的小女孩（配音：錢欣郁）

初登場於第十二話，小女孩的黑暗面，個性與本尊完全相反，被小女孩認為應該改名叫「買火柴小女孩」，於第16話再度出現但只有幾秒而已。最終話已被變成怪物的小火柴和潘麗娟聯手殺了或賣了，不得而知。
- 變態黑暗王(配音:血多)

僅登場於第十三話，影射《奪魂鋸》的xx。小女孩就是被他綁架的。
- 拔蔔蘿·血卡索（配音：血多）

僅登場於第十四話，虛構體育節目──「火柴生死鬥」的主播。樣貌為西班牙藝術家畢卡索的自畫像。
- 紋身·梵谷多（配音：瀨田）

初登場於第十四話，虛構體育節目──「火柴生死鬥」的主播，於最終話再度出現，但僅只有3秒，被小女孩割掉左耳。樣貌為荷蘭畫家梵谷的自畫像。
- 黑暗界拍賣王診所 廣告女（演出：土星人-小香）

初登場於第十四話，虛構體育節目──「火柴生死鬥」中途穿插廣告片段，以傻眼的破台語演出，於十六話再度出現，但僅只有不到1秒。
- DJ

僅登場於第十六話。
- 麥火柴的小女孩

在一開始的時候其實是作者打錯字
- Shadox（影達斯）（配音：玉風令）

本作終極大反派，近乎於最終魔王的存在，曾雇麥卡西來作為保鑣。性格（語氣？）十分囂張冷酷。由番外篇003可得知火柴即是他複製一個花瓶的神祕力量而得出的產物。
技能：闇蛛網、血綻影衣、血绽影衣全開
- 冻豆腐宝宝、frozontofubob

影射海綿寶寶，于11话登场，在血多_-_虧一下中文配音也有登场。
- 咪朵、mecdo

于09话登场，余11話也有出現。

## 各集集數
| 話數         | 標題                                                        | 上傳日期                                | 備註                                                             |
| ------------ | ----------------------------------------------------------- | --------------------------------------- | ---------------------------------------------------------------- |
| 1            | Go! Little Match Girl                                       | 2008年11月5日                           |                                                                  |
| 2            | Crazy Woman in the Lake                                     | 2008年11月18日                          | 影射童話故事：誠實的樵夫                                         |
| 3            | The Dragon with Balls                                       | 2008年12月4日                           | 影射日本動畫：七龍珠                                             |
| 4            | Let the Father Do the Talking                               | 2008年12月19日                          |                                                                  |
| 5            | The old Fashion Way                                         | 2009年1月1日                            | 影射作者之前所著的動畫：黑暗界拍賣王                             |
| 6            | Pop! Hot! & Bloody                                          | 2009年2月22日                           | 日式漫畫風，影射日本動畫：猎人、火影忍者，海贼王，JOJO的奇妙冒險 |
| 7            | Go! The Little Match                                        | 2009年3月18日                           | 分色無漸層flash風格                                              |
| SP1          | 第一話 愚人節特別篇                                         | 2009年4月1日                            |                                                                  |
| 8            | Taiwan Thunder Fire                                         | 2009年4月22日                           | 影射台灣鄉土劇：台灣霹靂火                                       |
| 9            | 3 Dimensional Inocent                                       | 2009年6月1日 (立體視覺版) 2009年6月15日 | 設有立體視覺版與普通3D版                                         |
| 10           | SaBiSu 4 U                                                  | 2009年7月25日                           | 大放送                                                           |
| 11           | Lesson 11                                                   | 2009年9月1日                            | 美式教學動畫風格                                                 |
| 12           | The Villain Attack?                                         | 2009年10月11日                          | 悲苦無奈腫下巴風                                                 |
| SP2          | 賣火柴小女孩週年紀念MV                                      | 2009年12月12日                          | 慶祝作者部落格人氣滿百萬以及動畫滿週歲                           |
| SP3          | 靈異節目片段?                                               | 2010年3月7日                            | 影射日本靈異節目，13話的先行版                                   |
| 13           | SAW The Horror                                              | 2010年1月31日                           | 影射美国電影：奪魂鋸                                             |
| 14           | Everybody Loves Sport                                       | 2010年3月27日                           | 影射體育節目：火柴生死鬥                                         |
| 15           | In The China White                                          | 2010年5月4日                            | 水墨畫風，對白引自細說新語等文言文經典，字幕讀法為右至左         |
| 16           | The Super Remix                                             | 2010年6月7日                            | 電音舞曲風                                                       |
| 番外篇       | 麥卡西的隱藏回憶003                                         | 2010年7月4日                            | 為了怕最終話時間太長而先分開製作的其中一段番外篇。               |
| 最終話（上） | Hate Me（來龍）                                             | 2010年10月21日                          |                                                                  |
| SP4          | 賣火柴小女孩兩週年+完結紀念ＭＶ                             | 2010年12月26日                          | 完結篇進度緩慢的先行紀念                                         |
| 最終話（下） | It's not Over（去脈）                                       | 2011年2月1日 2011年2月14日(重新上傳)    |                                                                  |
| SP5          | 假的【超扯童話血多】賣火柴小女孩 第十七話 Yeah It's The Day | 2011年4月1日                            |                                                                  |
| 17           | Multiverse                                                  | 2023年6月26日                           |                                                                  |

## 外部連結
- YouTube - Shadox' bloody-cold Channel （页面存档备份，存于）
- 從前從前 我叫做蘭堂血多 （页面存档备份，存于）
- 搞笑賣火柴女孩 youtube去年點閱第一 （页面存档备份，存于）
- 從前從前 他叫做蘭堂血多~ （页面存档备份，存于）
- 我是賣火柴的小女孩這樣！ （页面存档备份，存于）
- 我是麥這樣的姐姐麥阿捏~ （页面存档备份，存于）